# Người bán hàng rong

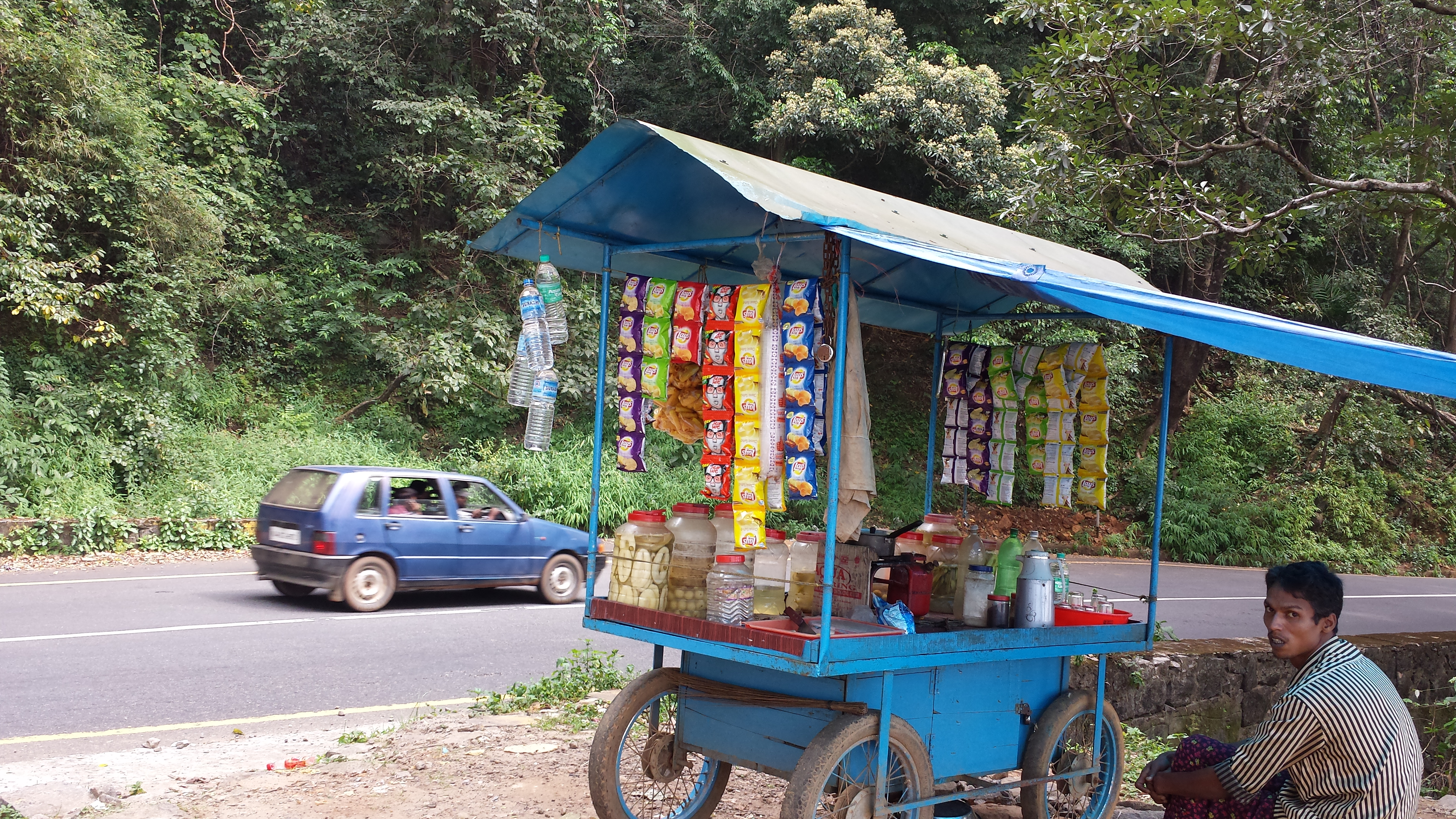
Một người bán hàng rong ở Wayanad, Ấn Độ.

Người bán hàng rong, hay còn gọi là người bán rong, người bán dạo, là người bán hàng hóa dễ vận chuyển. Người bán hàng rong thường bán những mặt hàng giá rẻ, hàng thủ công mỹ nghệ hoặc đồ ăn. Dù là bán cố định hay lưu động thì họ thường quảng cáo bằng tiếng rao lớn hoặc nhịp điệu đều đều và bông đùa với khách hàng, nhằm thu hút sự chú ý và tăng được doanh số. Khi đi cùng việc trưng bày giới thiệu mặt hàng hoặc giải thích cặn kẽ, chi tiết về sản phẩm thì người bán hàng rong đôi khi giống như một người giới thiệu sản phẩm hay người bán quán vỉa hè.

## Thuật ngữ
Người bán hàng rong bán hàng theo hình thức di chuyển hoặc cố định. Trong tiếng Việt chỉ sử dụng một thuật ngữ người bán hàng rong. Trong tiếng Anh thì có sự sử dụng phức tạp nhiều từ ngữ khác nhau để chỉ người bán hàng rong với các khác biệt theo cách bán của họ. Hawker là từ để chỉ người bán hàng rong di chuyển, có thể bằng các loại xe; peddler là từ dùng để chỉ người bán hàng rong bằng giỏ (hoặc ghánh); costermonger dùng để chỉ người bán hàng rong mặt hàng rau quả.
Nhà bình luận xã hội Henry Mayhew từng viết "Trong khi càng về thời kỳ xa xưa của thương nghiệp và tiếp đến ở nước Anh, thì đó là thời đại của người bán rong hay gánh hàng rong" và ông còn chú thích rằng "người bán hàng rong giao dịch buôn bán, ở thời cổ đại, trong lĩnh vực hàng dệt nhiều hơn bất kỳ sản phẩm nào khác." Vài đoạn trong tác phẩm của mình, Mayhew phân loại người bán rong, người bán thách và gánh hàng rong vào một nhóm đơn lẻ những người bán hàng lưu động và tự xác nhận là ông ấy không thể chỉ ra được sự khác biệt giữa một người bán hàng rong và một người bán thách. Mayhew ước tính số gánh hàng rong đã có giấy phép đăng ký vào năm 1861 là khoảng 14.038 ở nước Anh, 624 ở xứ Wales và 2.561 ở Scotland.

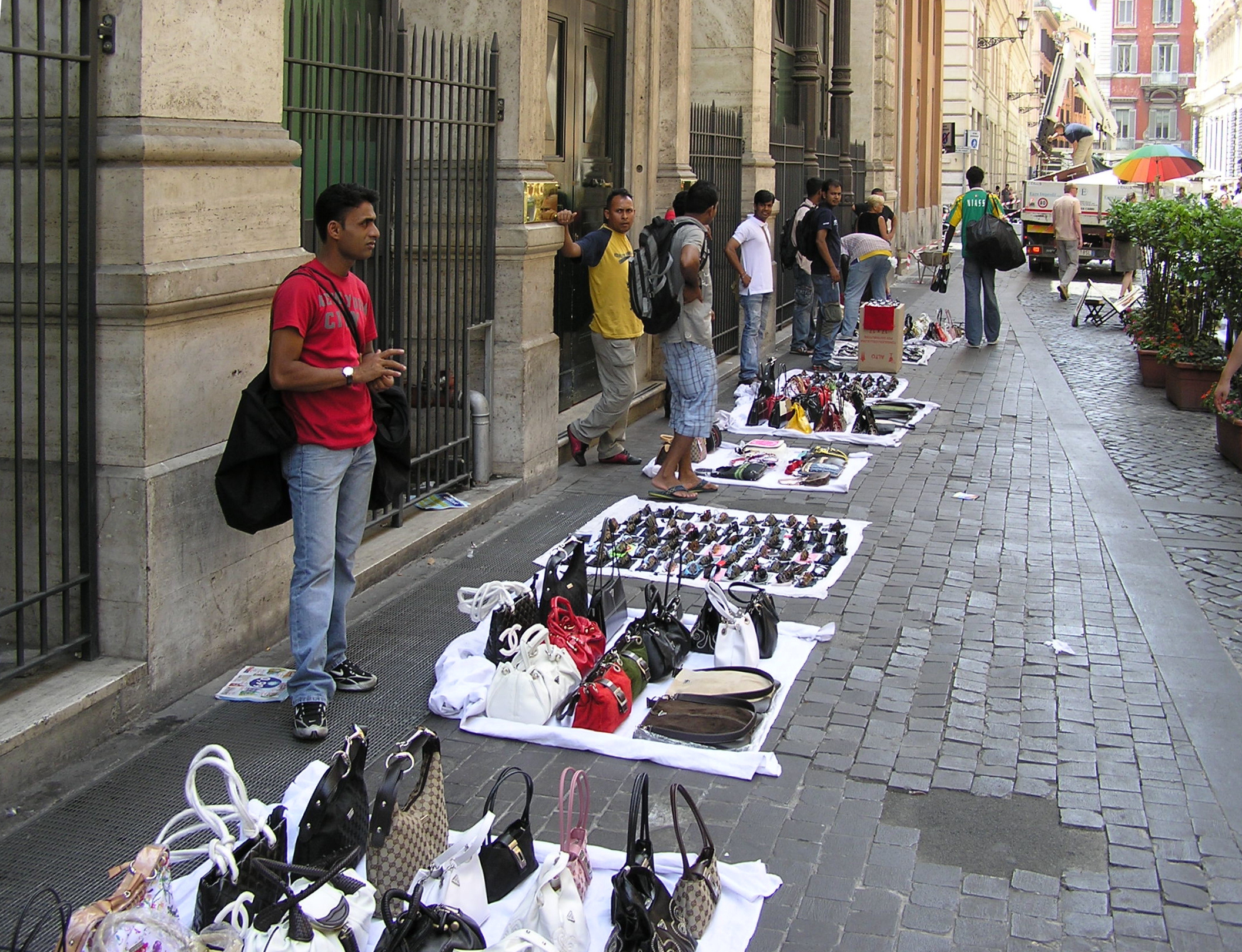
Những người bán hàng rong trên đường phố đang bán túi xách và kính râm ở trung tâm thành phố Roma, nước Ý

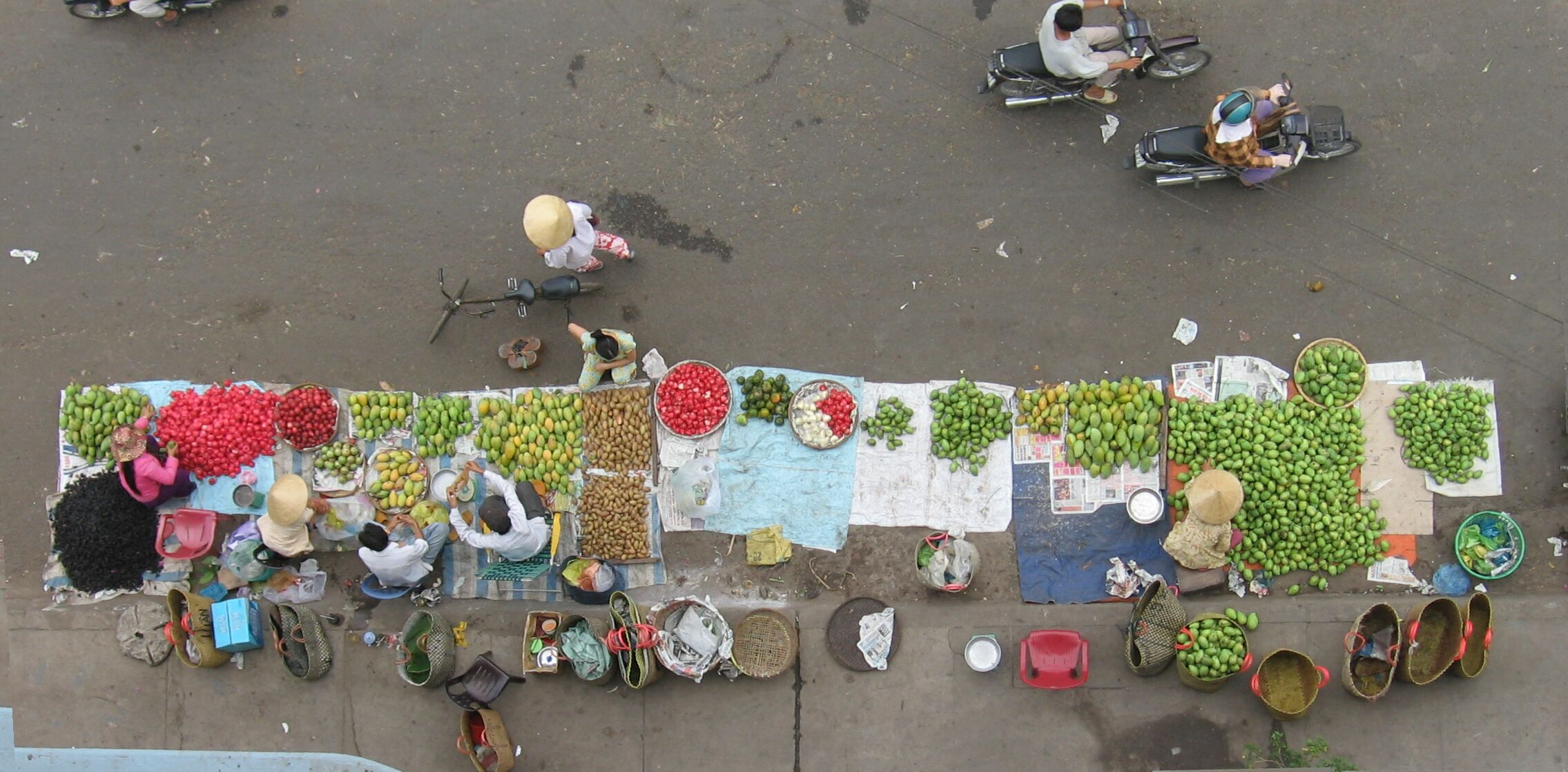
Bán hàng rong tại Vĩnh Long, nhìn từ phía trên xuống.